# Винрих фон Книпроде
Винрих фон Книпроде (на немски: Winrich von Kniprode) е двадесет и вторият Велик магистър на рицарите от Тевтонския орден. Той е най-дълго управлявалият тевтонски магистър – 31 години.
Винрих служи последователно като комтур на Данциг (1338–1341) и на Балга (1341–1343). През 1341 е орденсмаршал под ръководството на Великия магистър Лудолф, който води неуспешна кръстоносна война с Литовското княжество. На 13 декември 1345 за предводител на ордена е избран Хайнрих Дуземер, което дава нов ход на военните действия. Това дава плодове вече под ръководството на Винрих, с когото Тевтонският кръстоносен орден удържа ключови победа при Стрева и Рудау.
Управлението на Винрих съвпада с тежката паневропейска чумна епидемия, позната като Черната смърт, която обезлюдява много райони в Прусия и намалява работната сила в цяла Европа. За да се справи с тези затруднения Винрих прибягва да серия от мерки, включващи повишаване на дисциплината в самия орден, насърчаване на заселването на обезлюдениете територии, стимулация на търговията. В смисъла на тази политика са предприети обиски и чистки срещу корумпирани тевтонски администратори, основан е града Георгенбург, създадени са няколко начални и едно висше училище, ролята на тевтонската държава в Ханзейската лига е задълбочена.
Особен интерес представлява последният посочен акт – Винрих поема водеща роля сред търговските първенци на Ханзата и дори основава Кьолнската конфедерация – военна коалиция на ханзейските градове срещу домогванията на датския крал Валдемар IV. Ханзата постига категорична победа срещу датско-норвежките сили и възстановява загубените си права над града Висбю, както и правата за свободна търговия в Балтика и дори да налага вето над кандидатурите за датския престол.